# 拉特吕谢尔
拉特吕谢尔（法語：La Truchère，法語發音：[la tʁyʃɛʁ]）是法国索恩-卢瓦尔省的市镇，属于马孔区。

## 地理
拉特吕谢尔（46°30'57"N, 4°57'5"E）面积5.09 平方千米，位于法国勃艮第-弗朗什-孔泰大區索恩-卢瓦尔省，该省份为法国中部省份，北起顺时针与科多尔省、汝拉省、安省、罗讷省、卢瓦尔省、阿列省和涅夫勒省接壤。
与拉特吕谢尔接壤的市镇（或旧市镇、城区）包括：塞穆瓦耶、普雷蒂、拉特内勒、勒维拉尔。
拉特吕谢尔的时区为UTC+01:00、UTC+02:00（夏令时）。

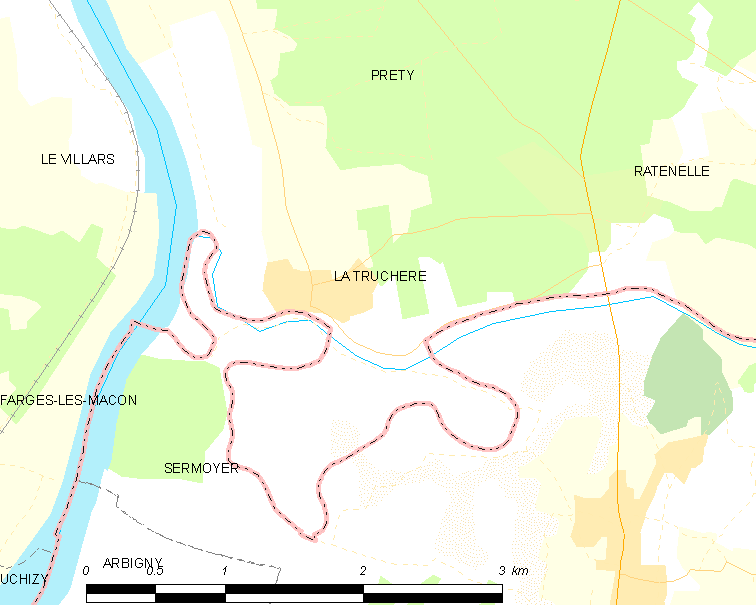
拉特吕谢尔的OSM定位图

## 行政
拉特吕谢尔的邮政编码为71290，INSEE市镇编码为71549。

## 政治
拉特吕谢尔所属的省级选区为图尔尼县。

## 人口

1962-2008年间拉特吕谢尔人口变化图示

拉特吕谢尔于2022年1月1日时的人口数量为204人。